# Рудий Георгій Михайлович
Гео́ргій Миха́йлович Рудий (1863, Терешки — лютий 1918, Київ) — криміналіст-практик, талановитий сищик, колишній начальник Київського розшукового відділення (1901—1907 рр.), один із новаторів застосування дактилоскопії, службового собаківництва і «слідчої валізи», автор першої в імперії інструкції чинам розшукової поліції (1905 р.), родоначальник експертно-криміналістичної служби органів внутрішніх справ України.

## Життєпис
Народився у 1863 році у селі Терешки Могилівського повіту Подільської губернії у простій українській селянській родині.
У 1883—1892 — працював помічником писаря, писарем та діловодом у волосних правліннях Київської та Полтавської губерній.
У 1892 році — розпочав службу в поліції помічником пристава в місті Умань Полтавської губернії.
Після розкриття злочину з пограбування генерал-ад'ютанта Михайла Черткова, поліцейське губернське начальство запропонувало Георгію Михайловичу посаду в Старокиївській частині Києва. Через рік його було переведено становим приставом Васильківського повіту Київської губернії, а з серпня 1901-го — помічником пристава Печерської поліцейської дільниці з виконанням обов'язків завідувача розшукової частини Київської міської поліції.
У жовтні — листопаді 1901 року — побував у службовому відрядженні в Лондоні й Парижі, де ознайомився з організацією й діяльністю кримінальної поліції Англії та Франції.
Після повернення у квітні 1902 року створив при Київській розшуковій частині антропометричний, фотографічний та довідковий відділи, запровадив карткову систему нагляду за злочинним елементом, «дугову» систему розшуку злочинців, а також добився виділення додаткових коштів, збільшення кількості поліцейських.
Восени 1903 року — був направлений київським поліцмейстером В'ячеславом Цихоцьким відвідати Дрезденську виставку благоустрою міст, поліційні управління Дрездена, Берліна та Відня, де ознайомився з найважливішими досягненнями у сфері кримінальної поліції, а також організацією розшукової справи на заході. У Дрездені він цікавився новим методом ототожненням злочинців за допомогою дактилоскопії.
Під час перебування у Відні, Георгій Михайлович придбав «Керівництво з дактилоскопії» радника поліції К. Віндта, в якому автор удосконалював систему класифікації папілярних узорів пальців рук, запроваджену англійцем Френсісом Гальтоном. Саме систему лікаря Віндта в подальшому було покладено в основу дактилоскопічної класифікації в Україні.
13 жовтня 1903 року представив проект організації дактилоскопічних бюро в масштабах імперії, який включав антропометричну систему, новий дактилоскопічний метод, Організацію дактилоскопічних бюро, розшуки злочинця за дактилоскопічними відбитками.
1 січня 1904 року започаткував у Києві при антропометричному кабінеті Київської розшукової поліції дактилоскопічне бюро. Тільки за перший рік його функціонування в Києві, дактилоскопічну реєстрацію пройшло 1 987 осіб, а за наступні два роки — 2 407 злочинців.
Наприкінці 1904 року — підготував «Інструкцію чинам Київської розшукової поліції», яку на початку наступного року схвалив прокурор окружного суду і яку видали окремою брошурою. В інструкції вперше юридично закріплювалося використання в поліцейській практиці пошукових собак, а також дактилоскопії.
Георгій Михайлович також був ініціатором закупівлі в Німеччині у грудні 1904 році службових пошукових собак, які почали застосовуватися для розкриття злочинів по гарячих слідах.
З метою поліпшення ефективності роботи Київської розшукової поліції Георгій Михайлович порушував перед керівництвом питання про створення курсів з підготовки фахівців карного розшуку, видання спеціальної поліцейської газети, а також проведення періодичних з'їздів розшукових чинів для обміну досвідом оперативно-розшукової діяльності.
У серпні 1906 року — був відряджений до Санкт-Петербурга, де брав участь у розкритті злочину, пов'язаного із замахом на життя прем'єр-міністра та міністра внутрішніх справ Петра Столипіна.
З 1907 року він викладав розшукову справу на Київських курсах поліцейських урядників, але згодом змушений був звільнитися з поліції.
У 1913 р. після винесення виправдального вироку Бейлісу на підставі свідчень і фактів, зібраних М.Красовським, він разом з М.Красовським та англійським детективом відновили приватний розшук, щоби покарати справжніх убивць у справі Бейліса.
До 1917 року — завідував агентурою з розшуку вантажів на Південно-Західній залізниці.
На початку 1918 року — проживав у Фастові Васильківського повіту Київської губернії, мав невеликий маєток, чотири десятини землі й млин.
У лютому 1918 р. убитий у Києві невідомими.

## Автор праць
- «Звіт про діяльність розшукного відділення київської міської поліції за 1902, 1903 і 1904 р.».[3]
- Записка пристава 2 стана Васильевского уезда Г. М. Рудого о мерах к предупреждению и пресечению конокрадства: Сост. 1 июля 1898 г. — Киев: Губ. тип., 1898. — 112, 22 с.; 17. С. 1-22 2-й паг.: Наставление сотскому и десятскому[4]

## Нагороди та відзнаки
- Подяка Київського губернатора «за старанну і енергійну діяльність по виявленню виготовлення фальшивої монети і її збуту».
- Орден Святого Станіслава ІІІ ступеня (1894) «у відзначення старанної і ревної служби та особливої відданості».
- Премія в розмірі 40 рублів (1895) «за виявлення вбивць селянина Іллі Бабича».
- Подяка Уманського повітового справника (1896) «за енергійну участь у справі виявлення в місті Умані особистості Герші Майцига (Ткача)».
- Премія Київського губернатора в розмірі 75 рублів (1896) «на покриття витрат, пов'язаних з розшуком срібла, вкраденого у генерал-ад'ютанта Черткова», також йому була оголошена подяка «за видатну поліційну діяльність».